# Закровер
Закровер — озеро на севере Потсдама в земле Бранденбург, Германия.
Закровер образует цепь озёр, которые впадают в реку Хафель.
Озеро простирается в северо-южном направлении более 2,8 км. В самом широком месте составляет 406 м и уменьшается до 190 м. Закров, район Потсдама, расположен на юго-восточном берегу. Остальные берега озера покрыты лесом. На части берегов расположен природный заповедник Кёнигсвальд.
Во времена Холодной войны озеро было частью границы изолированного Западного Берлина и находилось под пристальным наблюдением.